# Епархия Мбужи-Майи
Епа́рхия Мбу́жи-Ма́йи (лат. Dioecesis Mbugimayensis) — епархия Римско-Католической Церкви с центром в городе Мбужи-Майи, Демократическая Республика Конго. Епархия Мбужи-Майи входит в митрополию Кананги.

## История
3 мая 1966 года Святой Престол учредил епархию Мбужи-Майи, выделив её из архиепархии Кананги.

## Ординарии епархии
- епископ Joseph Ngogi Nkongolo (1966 — 1991);
- епископ Tharcisse Tshibangu Tshishiku (1991 — 2009);
- епископ Bernard Emmanuel Kasanda Mulenga (2009 — по настоящее время).